# Космач
Космач је тврђава која се налази на истоименом брду изнад села Брајићи, недалеко од Будве (Црна Гора). Налази се на надморској висини од око 800 м. Саградили су је Аустријанци у периоду између 1841. и 1850. године. Тврђава је служила као погранично утврђење на аустријско-црногорској граници.